# Rue des Têtes
La rue des Têtes est une voie de la commune française de Colmar.

## Situation et accès
Cette voie de circulation, d'une longueur de 165 m, se trouve dans le quartier centre.
On y accède par les rues des Boulangers, Kléber, le quai de la Sinn, les places des Unterlinden et des Martyrs-de-la-Résistance.
Cette voie n'est pas desservie par les bus de la TRACE.

## Origine du nom
Elle doit son nom à la maison des Têtes, bâtiment orné de 106 petites têtes humaines.

## Historique
La rue porte ce nom depuis 1888.

## Bâtiments remarquables et lieux de mémoire
Dans cette rue se trouvent des édifices remarquables[Lesquels ?].

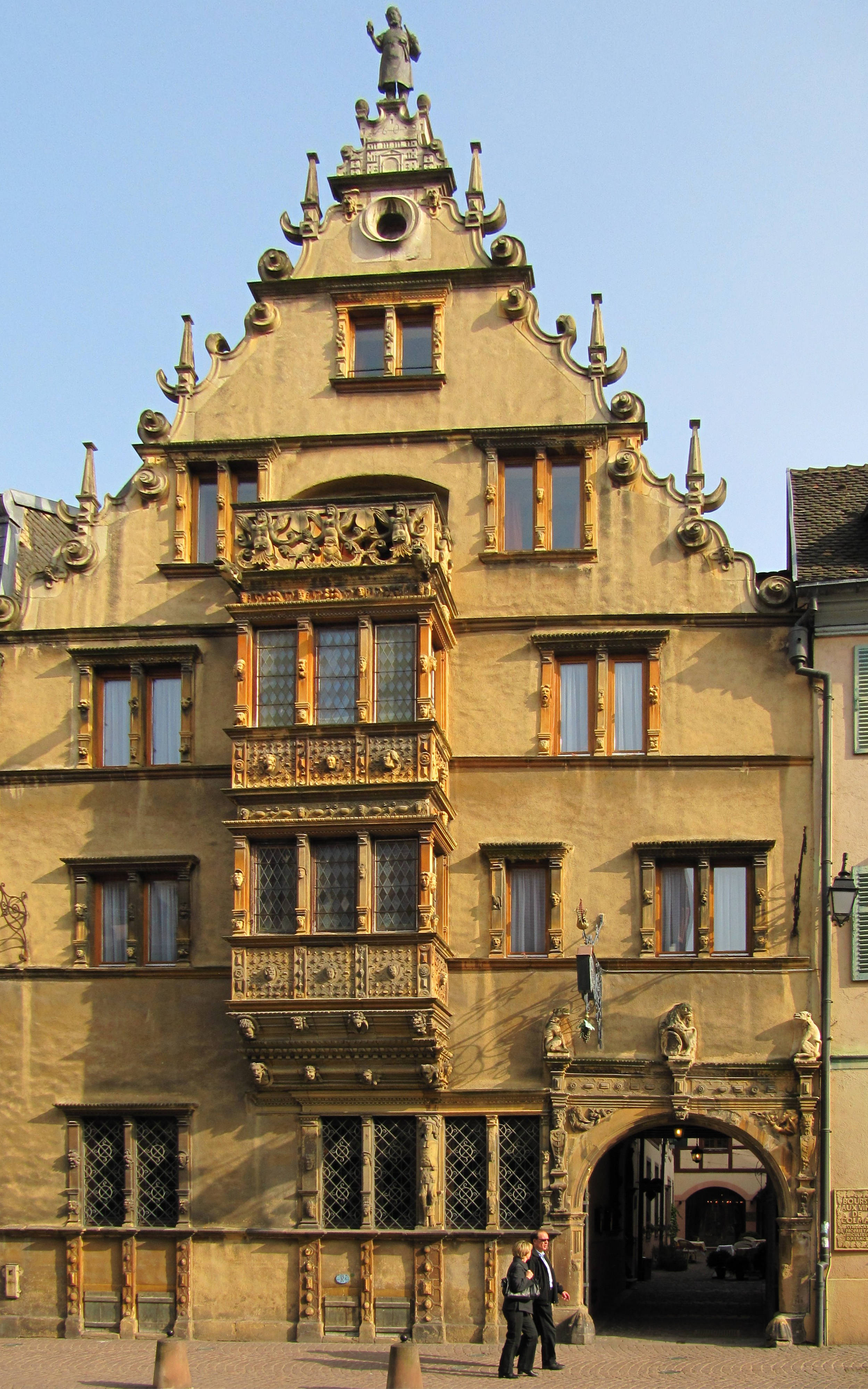
Maison des Têtes (1609[4]) au no 19 Classé MH (1898)
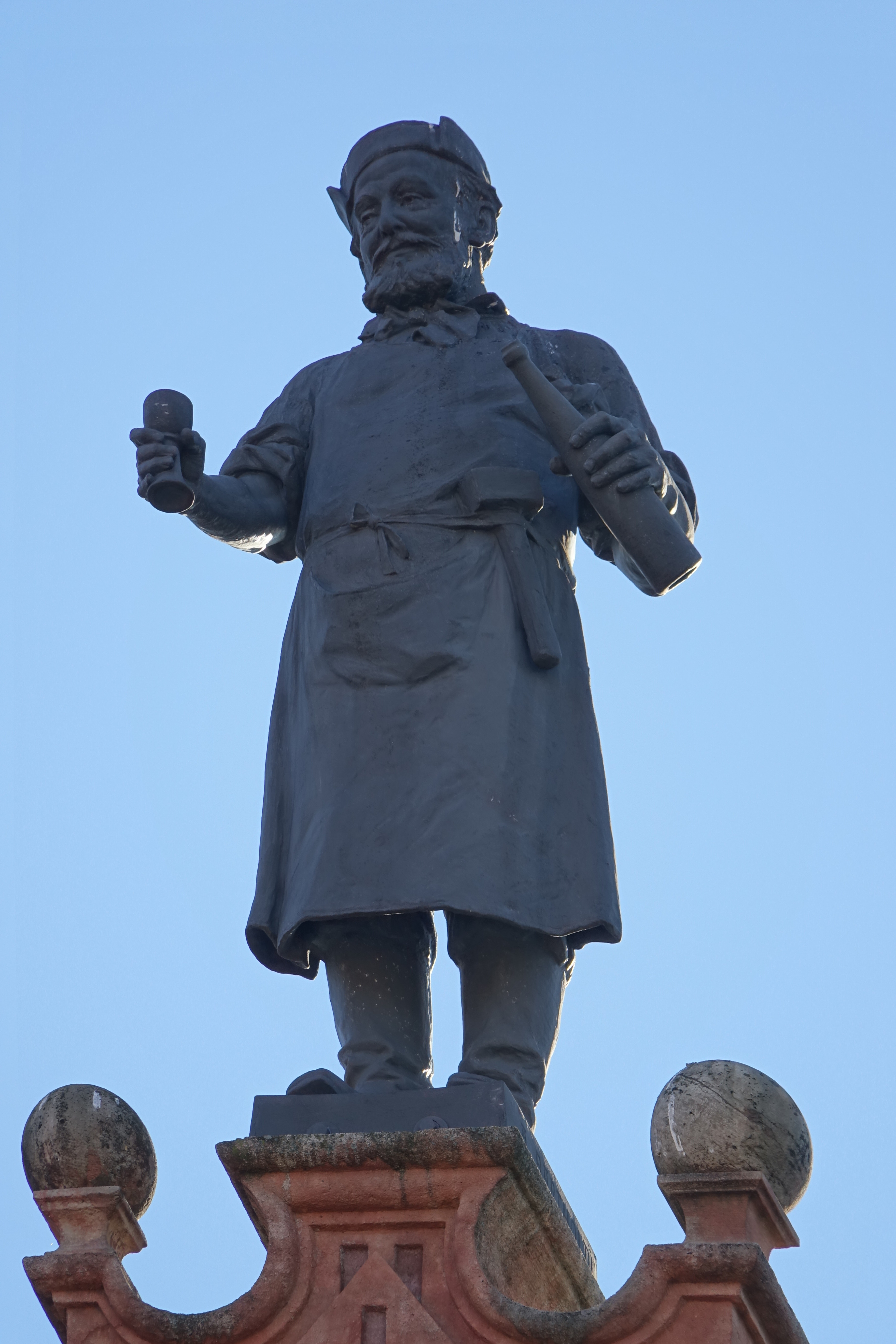
Statue du tonnelier alsacien (1902[4]) au no 19
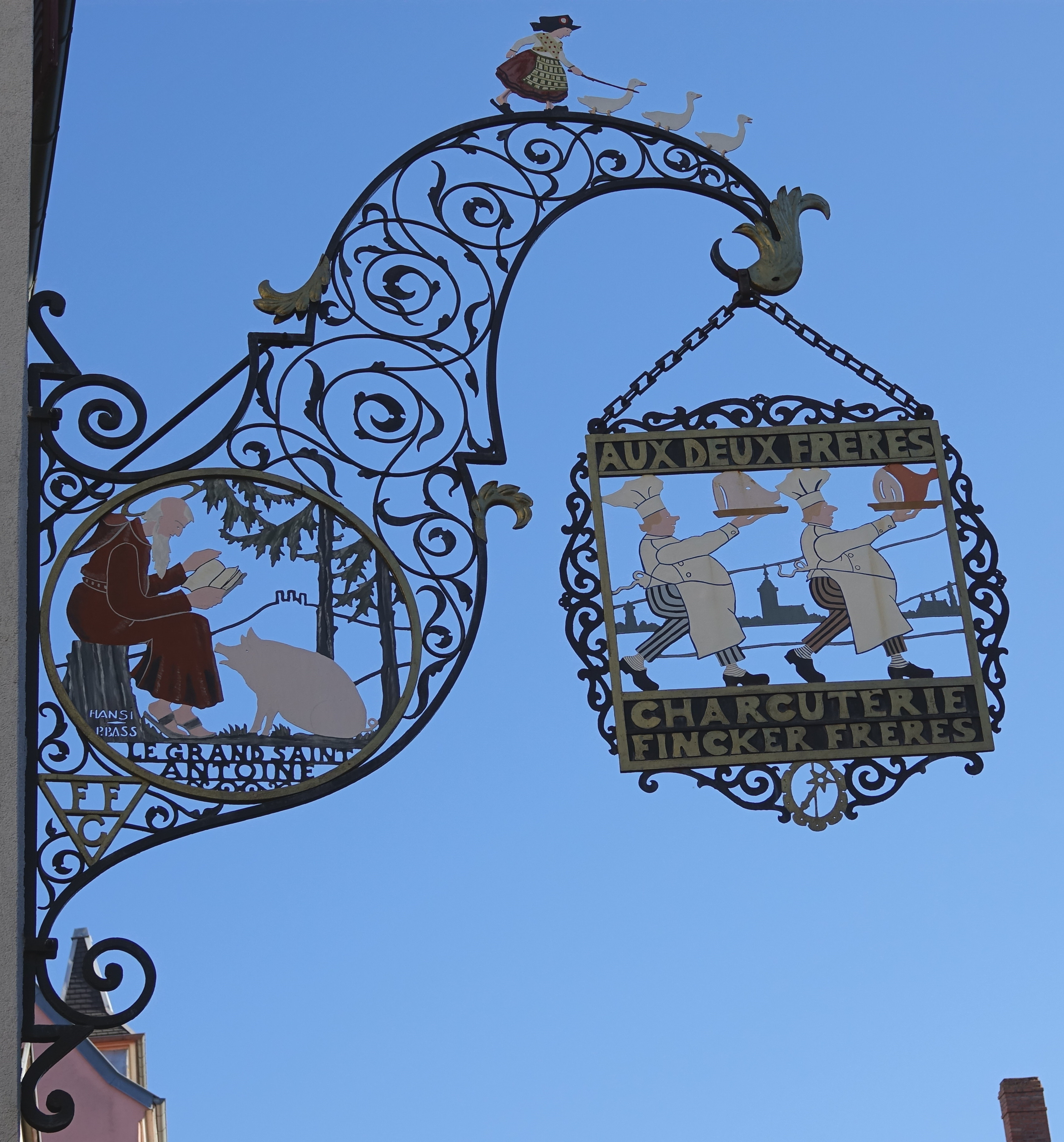
Enseigne de charcutier au no 22 rue des Têtes.